# René Antoine Gauthier
René Antoine Gauthier, Ordensname Antoine, OP (* 1. Oktober 1913 in La Seyne-sur-Mer bei Toulon; † 27. Januar 1999) war ein französischer Dominikaner und Philosophiehistoriker.
Gauthier, dessen Vater Lehrer war, bestand sein Baccalauréat 1931 in Rennes. Danach begann er die Vorbereitung für die École normale supérieure, unterbrach sie jedoch, um 1933 in die Provinz der Dominikaner von Lyon einzutreten. Nach seinem Noviziat in Angers legte er am 3. November 1934 die Profess ab und setzte sein Studium in Saint-Alban-Leysse fort, unter Leitung des Père Payssac. Nach einer Unterbrechung durch den Militärdienst von 1936 bis 1937 wurde er am 25. August 1940 zum Priester geweiht.
Aufgrund einer schweren Tuberkulose verbrachte er von Juli 1941 bis November 1942 während der Okkupation Frankreichs durch Nazideutschland einen ersten Aufenthalt in den Alpen. Am Saulchoir, der Ordenshochschule für die Ordensprovinz Frankreich, erlangte er 1942 das Lizenziat und Lektorat und bereitete eine Dissertation über die Großherzigkeit (magnanimitas) vor, die 1951 veröffentlicht wurde. Ein Rückfall zwang ihn dazu, von 1947 bis 1949 nach Assy zurückzukehren.
Im Jahr 1949 wurde er dem Konvent Anger zugewiesen und im Folgenden dem von Saint-Alban-Leysse, wo er zwei Jahre blieb. Im Oktober 1952 wurde er der Commissio Leonina zugewiesen, dem Projekt zur Herstellung einer textkritischen Fassung aller Schriften des Thomas von Aquin, und residierte dabei im Saulchoir, im L’Arbresle bei Lyon, in der Santa Sabina und schließlich 1974 in Grottaferrata. In dieser Zeit gab er die Kommentare des Thomas von Aquin über die Ethik, über De anima, über De sensu et sensato, über das Peryermenias, die Zweiten Analytiken des Aristoteles und die Quodlibet, darüber hinaus die lateinischen Übersetzungen der Nikomachischen Ethik des Mittelalters heraus. Er verfasste auch eine Monographie zur Ethik des Aristoteles. Zusammen mit seinem Mitbruder Jean-Yves Jolif gab er die Nikomachische Ethik des Aristoteles in einer Übersetzung und einem beinahe tausendseitigen Kommentar heraus.
Nach einer schweren Krankheit, die ihn schon im Mai 1997 erfasste, schied er am 27. Januar 1999 hin.

## Schriften (Auswahl)
Schriftenverzeichnis
- Louis-Jacques Bataillon: In Memoriam le Père R.-A. Gauthier O.P. In: Revue des sciences philosophiques et théologiques. Band 83, Nr. 3, 1999, S. 547–556, JSTOR:44408567.

Ausgabe der Nikomachischen Ethik des Aristoteles
- René Antoine Gauthier (O.P.) und Jean Yves Jolif (O.P.), L’Éthique à Nicomaque. Introduction, traduction et commentaire. T. I: Introduction et traduction. Publications Universitaires, Louvain; B. Nauwelaerts, Paris 1959. – Rezension von Édouard des Places, in: L’antiquité classique. Band 28, 1959, S. 366–367, (online)
- René Antoine Gauthier (O.P.) und Jean Yves Jolif (O.P.), L’Éthique à Nicomaque. Introduction, traduction et commentaire. T. II: Commentaire. Publications Universitaires, Louvain; B. Nauwelaerts, Paris 1959. – Rezension von Édouard des Places, in: L’antiquité classique. Band 29, 1960, S. 457, (online)